# Mitsubishi Ki-15
El Mitsubishi Ki-15  (九七式司令部偵察機 Kyunana-shiki sireibu teisatsuki?) fue un bombardero ligero y avión de reconocimiento japonés empleado en la segunda guerra sino-japonesa y la Guerra del Pacífico. Empezó como un veloz avión correo civil. Era un monoplano monomotor de ala baja cantilever, con tren de aterrizaje fijo; tenía una tripulación de dos personas. Sirvió tanto en el Ejército Imperial Japonés, como en la Armada Imperial Japonesa (con la designación C5M). Durante la Segunda Guerra Mundial, recibió el nombre clave de "Babs" por parte de los Aliados. 

## Diseño y desarrollo

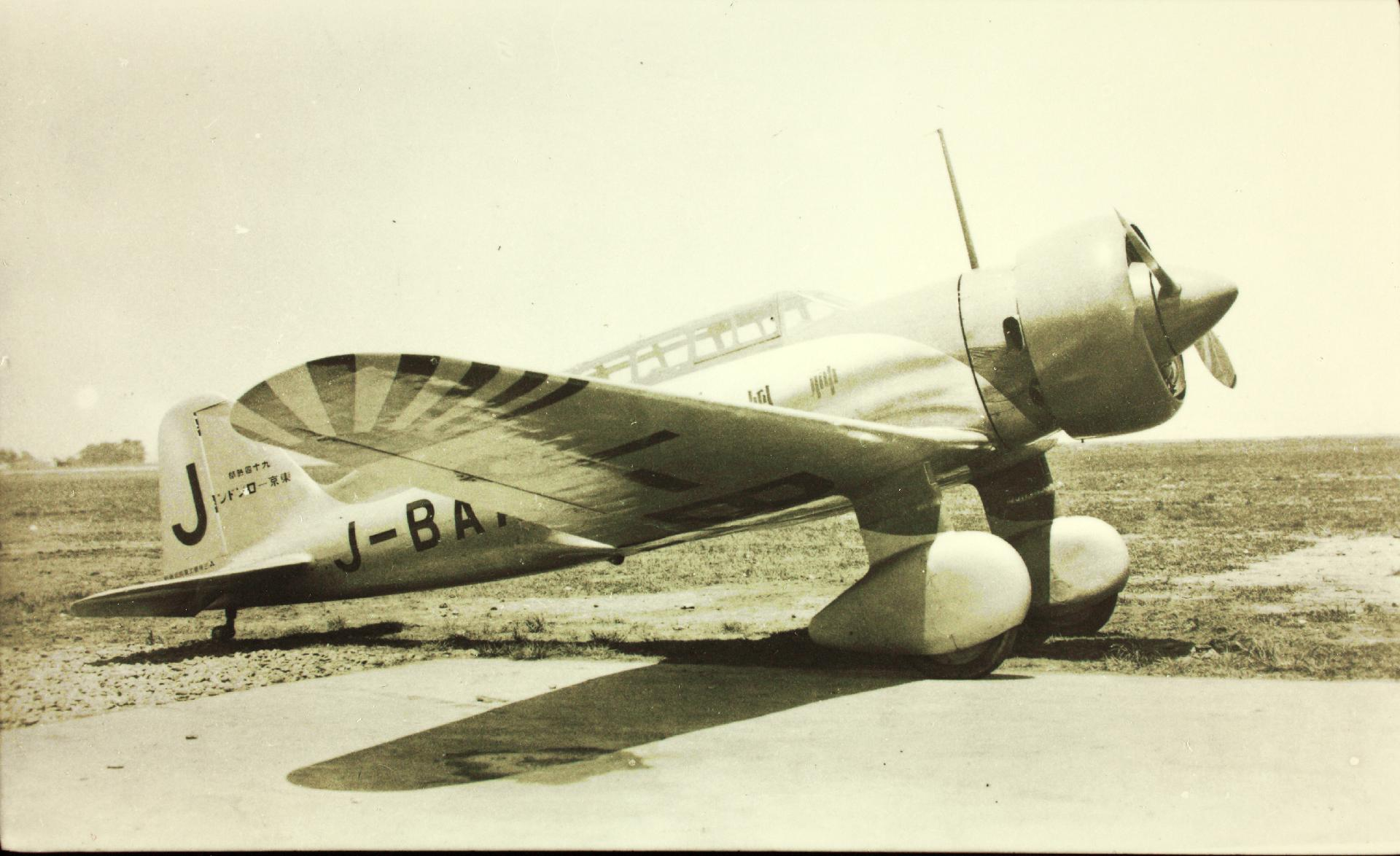
Primer prototipo del Mitsubishi Karigane cn 1501

El Mistubishi Ki-15 fue desarrollado por la corporación del mismo nombre según una especificación de 1935 del Servicio Aéreo del Ejército Imperial Japonés, para un avión de reconocimiento biplaza de alta velocidad. El avión resultante fue un monoplano de ala baja cantilever , con tren de aterrizaje fijo carenado, similar a otros monoplanos de estructura metálica desarrollados en la década de 1930, tales como el Heinkel He 70 y el Northrop Alpha. Era propulsado por un motor radial Nakajima Ha-8, con una potencia de 750 cv a 4000 m. El primer prototipo voló en mayo de 1936 y sus pruebas fueron un éxito, al cumplir todos los requisitos de desempeño, alcanzando una velocidad de 481 km/h, además de mostrar buenas características de maniobrabilidad.
Las pruebas de servicio fueron completadas sin dificultad y se ordenó la producción del modelo con la designación oficial de Avión de Reconocimiento Modelo 1 del Ejército Tipo 99. En mayo de 1937, un año después del primer vuelo, empezó el suministro de los primeros 437 aviones de serie al Ejército.

## Récord mundial del vuelo a Europa y otros usos civiles

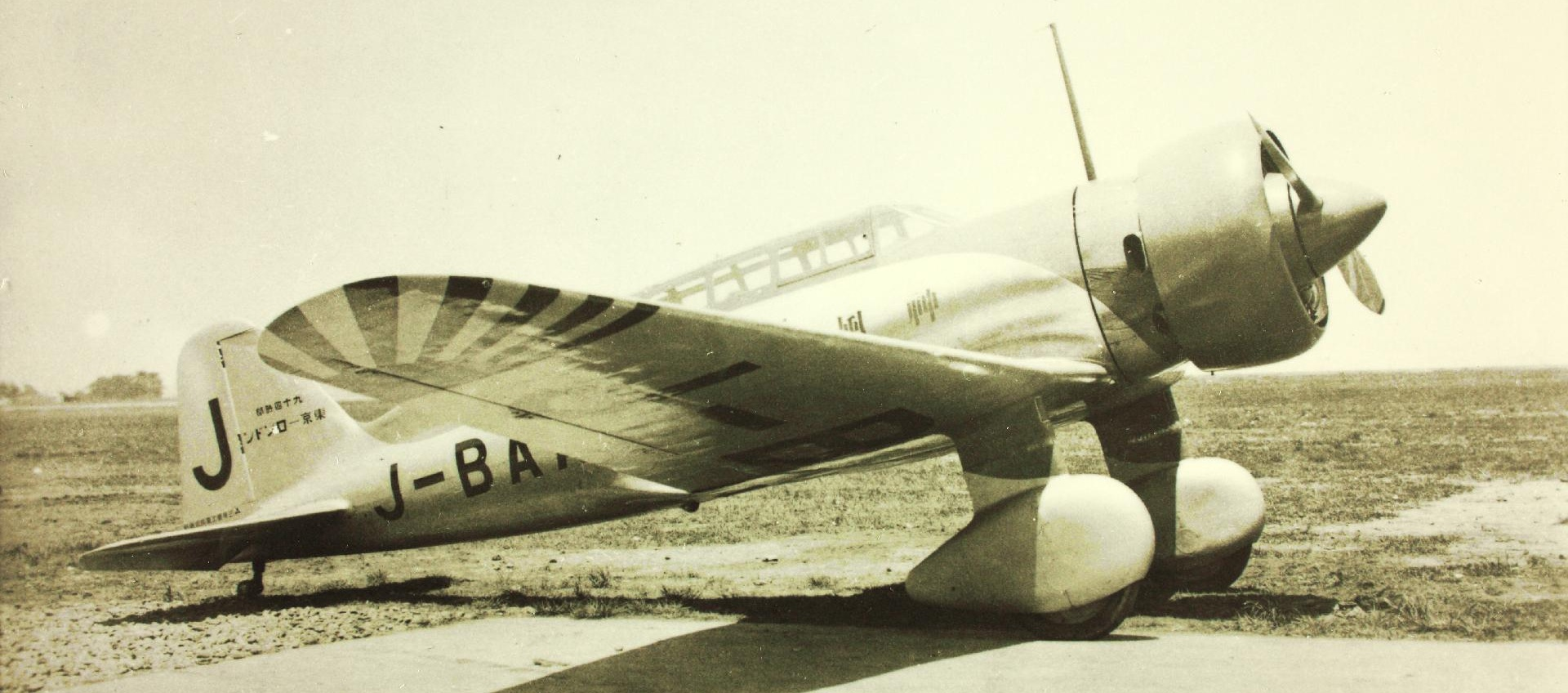
El Mitsubishi Ki-15 Karigane (matrícula J-BAAI), financiado por el diario Asahi Shimbun.

A pesar de su motor relativamente poco potente y tren de aterrizaje fijo, el Mitsubishi Ki-15 era muy veloz. Durante las pruebas de vuelo iniciales, el diario Asahi Shimbun obtuvo el permiso para comprar el segundo prototipo. El avión fue llamado Karigane (ganso salvaje), volando el 19 de marzo de 1937, siendo rebautizado como Kamikaze y matriculado como J-BAAI. Fue el primer avión de construcción japonesa en volar a Europa y causó sensación ese mismo año al volar de Tokio a Londres, para la Coronación de Jorge VI del Reino Unido e Isabel Bowes-Lyon , entre el 6 y el 9 de abril en un vuelo de 51 horas, 17 minutos y 23 segundos, un récord mundial para la época. Tras el éxito del vuelo Japón-Inglaterra, se vendió a clientes civiles una pequeña cantidad de Mitsubishi Ki-15. Uno de los primeros aviones de serie fue llamado "Asakaze" (J-BAAL) y también fue empleado por el "Asahi Shimbun"; otros fueron empleados por diversos operadores civiles como aviones correo.

## Historial operativo
El Mitsubishi Ki-15-I fue casi inmediatamente puesto en servicio al inicio de la guerra con China en 1937. El avión demostró ser útil en las primeras etapas de la segunda guerra sino-japonesa y llevó a cabo misiones en la retaguardia de las líneas defensivas chinas, tan lejos como Lanzhou. Su alta velocidad le daba una gran ventaja hasta que la Fuerza Aérea de la República de China compró cazas soviéticos Polikarpov I-16. Este avión fue empleado para bombardeo, apoyo cercano y reconocimiento fotográfico antes de ser reemplazado por el Mitsubishi Ki-30.
Ya estaban listos los planos para mejorar al Mitsubishi Ki-15-I, por lo que en septiembre de 1939 entró el producción el Mistubishi Ki-15-II con un motor Mitsubishi Ha-26-1 de 900 cv; su pequeño diámetro redujo tanto la resistencia al aire como resolvió una de las mayores desventajas de la versión inicial: el pobre campo visual tras el motor inicial Nakajima Kotobuki de gran diámetro.
La Armada Imperial Japonesa, impresionada por el desempeño de este avión, ordenó 20 unidades del Mitsubishi Ki-15-II con la designación Avión de Reconocimiento Modelo 1 de la Armada Tipo 98, o C5M1 según la designación de Mitsubishi, antes que el Ejército. La Armada compró 30 aviones C5M2, que tenían un motor más potente Nakajima Sakae de 949 cv. Estos fueron empleados para tareas de reconocimiento. En una mejora subsecuente, el Ejército también experimentó con un motor más potente, instalando un Mitsubishi 102 de 1050 cv en el Mitsubishi Ki-15-III, que no entró en producción.
Cuando la producción cesó, se habían construido aproximadamente 500 unidades de todas las versiones del Mitsubishi Ki-15, la mayoría sirviendo en primera línea cuando empezó la Guerra del Pacífico. Para 1943, el Mitsubishi Ki-15 había sido relegado a papeles de segunda línea; muchos fueron utilizados en ataques kamikaze durante las últimas etapas de la Segunda Guerra Mundial.

## Variantes
- Karigane I : Versión civil del prototipo.
- Mitsubishi Ki-15-I (Avión de Reconocimiento Modelo 1 del Ejército Tipo 99) : Variante de serie inicial para el Ejército Imperial Japonés, equipado con un motor Nakajima Ha-8 (Tipo 94 del Ejército), con 640 cv al despegar y 900 cv a 3600 m.
- Mitsubishi Ki-15-II (Avión de Reconocimiento Modelo 2 del Ejército Tipo 99) : Versión de serie para el Ejército mejorada, con un motor radial más pequeño y más potente Mitsubishi Ha-25-I de 14 cilindros (Modelo 1 Tipo 99 del Ejército), con 850 cv al despegar y 900 cv a 3600 m. Esto le daba una velocidad máxima de 510 km/h a 4300 m, apenas comparable con cazas como el Hawker Hurricane o el Nakajima Ki-43 Hayabusa. El ascenso también mejoró: 5000 m en 6 minutos y 49 segundos. Esto se logró a pesar del aumento del peso (1592 kg vs 1398 kg vacío, 2189 kg vs 2033 kg cargado y 2481 kg vs 2300 kg al despegar). Su primer vuelo tuvo lugar en junio de 1938 y su producción comenzó en septiembre de 1939.[5]
- Mitsubishi Ki-15-III  : Versión mejorada propuesta, que no entró en producción. Estaba equipada con el motor Mitsubishi Ha-102 (con 1080 cv al despegar, 1055 cv a 2800 m y 950 cv a 5800 m), con una velocidad máxima de 530 km/h, apenas la misma del Mitsubishi Ki-46. Pero se esperaba que este último fuera mucho mejor en otros aspectos (autonomía, dos motores, etc), así que esta versión nunca entró en producción, a pesar de que fue propuesta desde 1939.
- Mitsubishi C5M1 (Avión de Reconocimiento Modelo 1 de la Armada Tipo 98) : Versión mejorada del Mitsubishi Ki-15-I para la Armada Imperial Japonesa.
- Mitsubishi C5M2 (Avión de Reconocimiento Modelo 2 de la Armada Tipo 98) : Versión mejorada del C5M1 con un motor más potente para la Armada Imperial Japonesa.

## Usuarios

### Antes de la guerra
Japón
- Servicio Aéreo del Ejército Imperial Japonés
- Servicio Aéreo de la Armada Imperial Japonesa
- Varias entidades civiles, incluso el Asahi Shimbun

### Posguerra
China
- La Fuerza Aérea del Ejército Popular de Liberación empleó un número desconocido de aviones capturados. En junio de 1946 se capturaron algunos Mitsubishi Ki-15 cerca de Harbin, los cuales para 1948 fueron completamente reparados y entraron en servicio como entrenadores. Los dos últimos Mitsubishi Ki-15 fueron retirados en 1951.[cita requerida]

## Especificaciones técnicas (Mitsubishi Ki-15-I)
Referencia datos: The Concise Guide to Axis Aircraft of World War II

### Características generales
- Tripulación: 2 (piloto y artillero)
- Longitud: 8,7 m
- Envergadura: 12 m
- Altura: 3,35 m
- Superficie alar: 20,36 m²
- Peso vacío: 1400 kg
- Peso cargado: 2300 kg[7]
- Planta motriz: 1× Nakajima Ha-8, radial de 9 cilindros.
  - Potencia: 640 cv (477 kW)
- Ascenso a 5000 m: 8 minutos y 27 segundos[7]

### Rendimiento
- Velocidad máxima operativa (Vno): 480 km/h
- Velocidad crucero (Vc): 320 km/h
- Alcance: 2400 km
- Techo de vuelo: 11 400 m

### Armamento
- Ametralladoras: 1× ametralladora de 7,70 mm
- Bombas: 250 kg de bombas